# Prix Rapallo-Carige
Le prix Rapallo-Carige, de son intitulé complet prix Rapallo-Carige pour la femme écrivaine (en italien : premio Rapallo-Carige per la donna scrittrice), rebaptisé Prix Rapallo Bper Banca depuis 2022 (Premio Rapallo Bper Banca), est un prix littéraire annuel italien fondé en 1985 pour récompenser une femme de lettres ayant publié un ouvrage, en général un roman, durant l'année passée.

## Historique
Le prix est créé sur une suggestion du journaliste Pier Antonio Zannoni pour encourager et valoriser l'activité littéraire des écrivaines de langue italienne. Depuis sa première édition, il est décerné chaque année avec le concours de la commune ligure de Rapallo – près de Gênes – et à partir de la septième éditions avec le soutien de la banque Carige. Il est doté de 20 000 euros.
Depuis 2013, le jury décerne également le prix Première Œuvre.

## Liste des lauréates
- 1985 : Virginia Galante Garrone, L'ora del tempo (Garzanti)
- 1986 : Giuliana Berlinguer, Una per sei (Camunia)
- 1987 : Gina Lagorio, Golfo del paradiso (Garzanti)
- 1988 : Rosetta Loy, Le strade di polvere (Einaudi)
- 1989 : Edith Bruck, Lettera alla madre (Garzanti)
- 1990 : Paola Capriolo, Il nocchiero (Feltrinelli)
- 1991 : Armanda Guiducci, Virginia e l'angelo (Longanesi)
- 1992 : Susanna Tamaro, Per voce sola (Marsilio)
- 1993 : Camilla Salvago, Prima del fuoco (Longanesi)
- 1994 : Laura Mancinelli, Gli occhi dell'imperatore (Einaudi)
- 1995 : Sandra Verda, Il male addosso (Bollati Boringhieri)
- 1996 : Helga Schneider, Il rogo di Berlino (Adelphi)
- 1997 : Francesca Duranti, Sogni Mancini (Rizzo)
- 1998 : Romana Petri, Alle Case Venie (Marsilio)
- 1999 : Anna Maria Mori et Nelida Milani, Bora (Frassinelli)
- 2000 : Renata Pisu, La via della Cina (Sperling & Kupfer)
- 2001 : Paola Mastrocola, La gallina volante (Guanda)
- 2002 : Margaret Mazzantini, Non ti muovere (Mondadori)
- 2003 : Francesca Marciano, Casa Rossa (Longanesi)
- 2008 : Caterina Bonvicini, L'equilibrio degli squali (Garzanti)
- 2009 : Daria Bignardi, Non vi lascerò orfani (Mondadori)
- 2010 : Benedetta Cibrario, Sotto cieli noncuranti (Feltrinelli)
- 2011 : Federica Manzon, Di fama e di sventura (Mondadori)
- 2012 : Francesca Melandri, Più alto del mare (Rizzoli)
- 2013 : Emanuela Abbadessa, Capo Scirocco (Rizzoli)
- 2014 : Emmanuelle de Villepin, La vita che scorre (Longanesi)
- 2015 : Valentina D'Urbano, Quella vita che ci manca (Longanesi)
- 2016 : Sara Rattaro, Splendi più che puoi (Garzanti)
- 2017 : Anilda Ibrahimi, Il tuo nome è una promessa (Einaudi)
- 2018 : Rosella Postorino, Le assaggiatrici (Feltrinelli)
- 2019 : Cinzia Leone (it), Ti rubo la vita (Mondadori)
- 2022 : Francesca Maccani, Le donne dell'Acquasanta (Rizzoli), Fiction; Maura Gancitano, “Specchio delle mie brame” (Einaudi), Bianca Pitzorno, “Donna con libro” (Salani), Non-Fiction.
- 2023 - Claudia Petrucci, "Il cerchio perfetto" (Sellerio), Fiction italienne; Catherine Dunne, "A Good Enough Mother (Betimes Books), Fiction européenne; Sara De Simone, “Nessuna come lei. Katherine Mansfield e Virginia Woolf. Storia di un’amicizia” (Neri Pozza), Non-Fiction;
- 2024 - Enrica Ferrara, "Mia madre aveva una Cinquecento gialla" (Fazi), Fiction italienne; Amélie Nothomb, "Psychopompe", Fiction européenne; Daria Bignardi “Ogni prigione è un’isola” (Mondadori), Non-Fiction; Prix spécial du jury, Adriana Cavarero.

## Liste des lauréates «Première œuvre»
- 2013 : Maria Perosino, Io viaggio da sola (Einaudi)
- 2014 : Giuliana Altamura, Corpi di Gloria  (Marsilio)
- 2015 : Carmen Pellegrino, Cade la terra (Giunti)
- 2016 : Evita Greco, Il rumore delle cose che iniziano (Rizzoli)
- 2017 : Valentina Farinaccio, La strada del ritorno è sempre più corta (Mondadori)